# 托特沃
托特沃（英語：Totowa）是位於美國新澤西州巴賽克縣的自治市鎮。

## 人口
根據2020年美國人口普查的數據，托特沃的面積為10.56平方千米，當中陸地面積為10.36平方千米，而水域面積為0.20平方千米。當地共有人口11065人，而人口密度為每平方千米1,048人。